# Johann Martin von Eyb

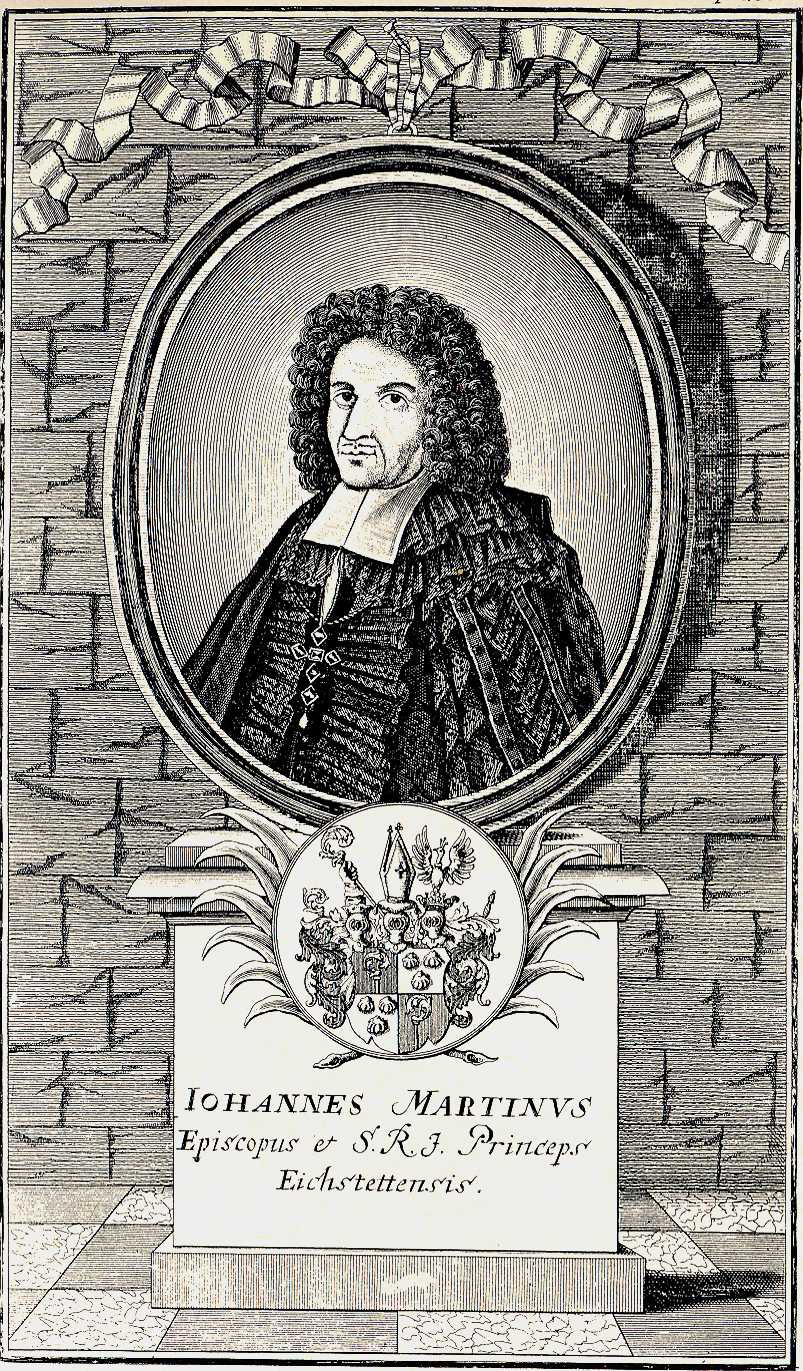
Johann Martin von Eyb. Kupferstich um 1733

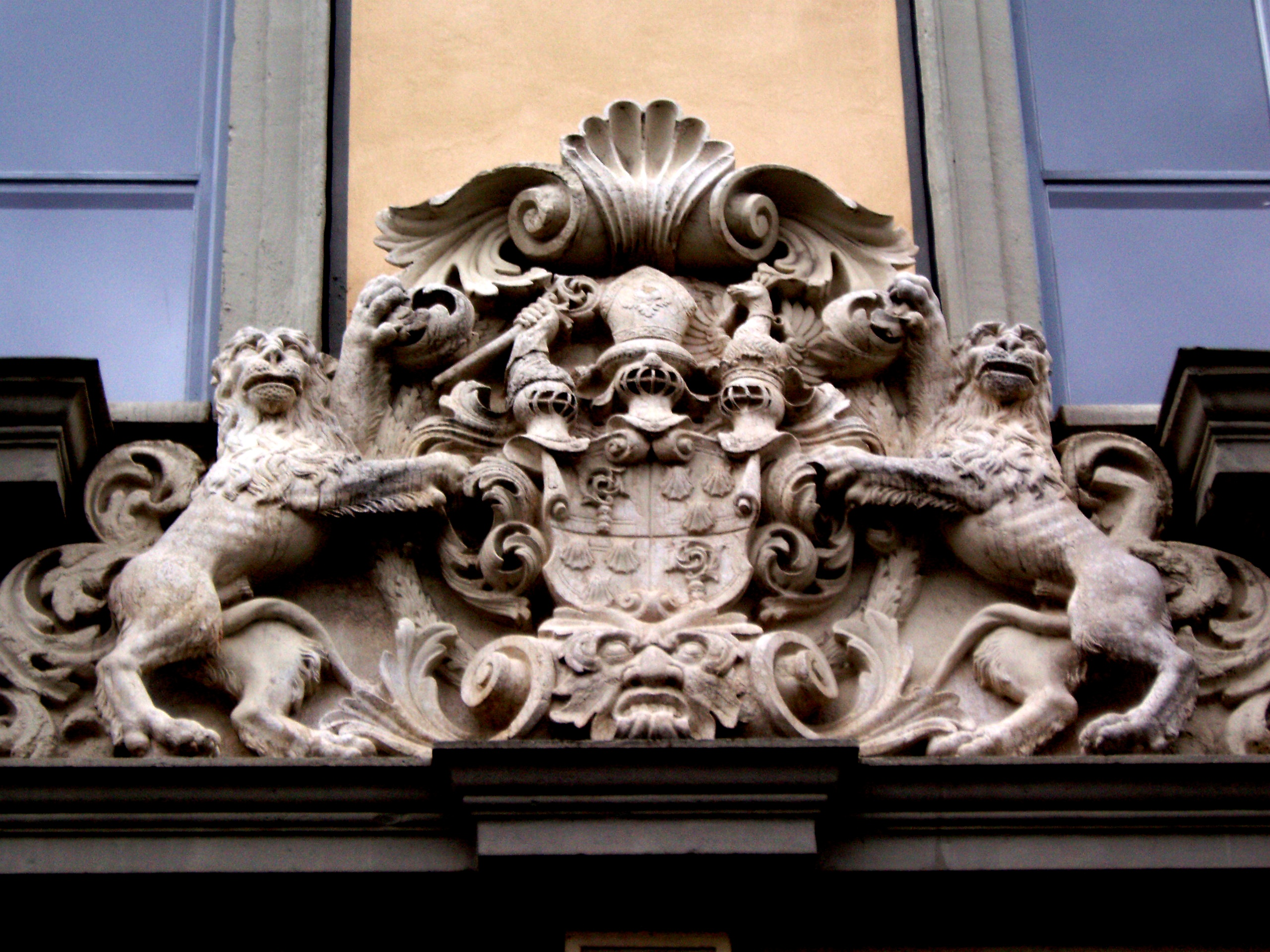
Wappen des Fürstbischofs von Eyb am Westflügel seiner Residenz

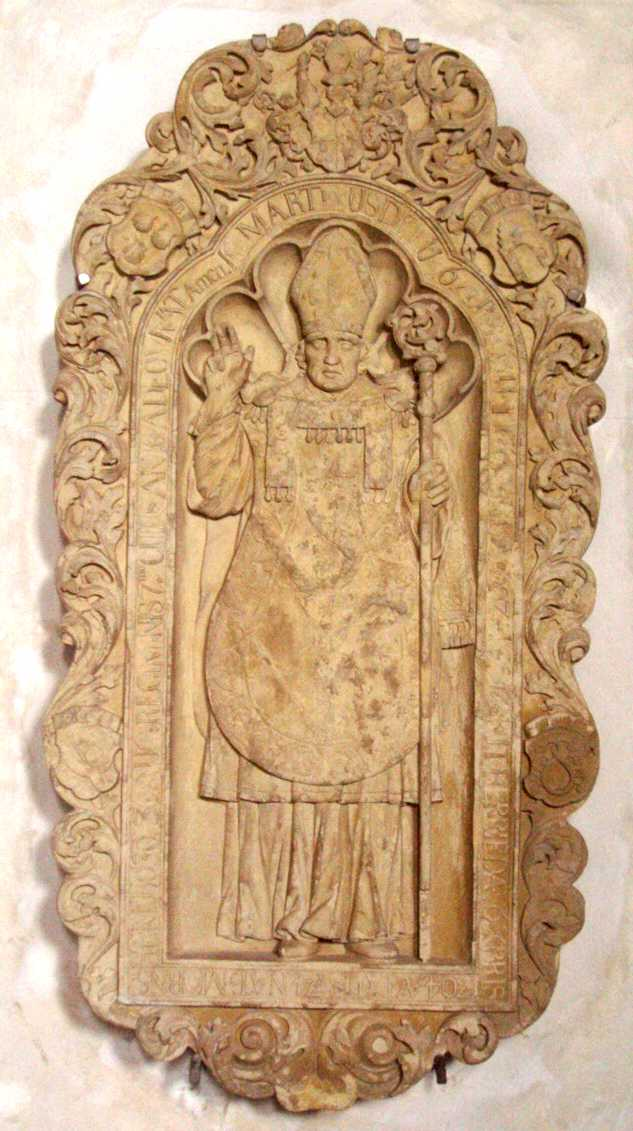
Johann Martin von Eyb. Epitaph im Eichstätter Dom, Eybkapelle, wahrscheinlich von Christian Handschuher

Johann Martin von Eyb (Johannes Martinus, * 30. August 1630 in Mörnsheim; † 6. Dezember 1704 in Herrieden) war Diözesan- und Fürstbischof von Eichstätt.

## Leben

### Herkunft und Ausbildung
Er entstammte dem Geschlecht der Herren von Eyb, die seit 1533 das Schenkenamt des Hochstifts Eichstätt in Erbrecht innehatten. Geboren wurde er als Sohn des Mörnsheimer Bischöflichen Pflegers Heinrich Konrad von Eyb und dessen Ehefrau Margarethe Susanna von Thürheim. Seine Ausbildung erfuhr er am Jesuitengymnasium Eichstätt, dem Collegium Willibaldinum, und an der Universität Dillingen.

### Domherr
Am 25. Juni 1646 wurde er Domherr in Eichstätt und am 7. Mai 1649 in Augsburg aufgeschworen. Nach längeren Reisen in Deutschland und Italien wurde er am 9. März 1655 Domkapitular in Eichstätt. Sieben Jahre später ließ er sich zum Priester weihen. Als Domkapitular hatte er verschiedene Ämter inne; so war er Scholastikus und 1678–86 Domdechant. Auch war ihm das Amt des Oberspitalmeisters des Heilig-Geist-Spitals Eichstätt übertragen. Vom Amt des Eichstätter Domdechanten trat er zurück, um 1686 das höchste Amt des Augsburger Kapitels, das des Dompropstes, anzunehmen. In dieser Funktion verblieb er bis zu seiner Bischofsweihe.

### Fürstbischof
Trotz fortgeschrittenen Alters wurde er mit 66 Jahren am 16. April 1697 vom Eichstätter Domkapitel einstimmig zum Bischof von Eichstätt gewählt und am 8. Juni 1698 konsekriert. Es blieben ihm nur wenige verhältnismäßig ruhige Regierungsjahre, in denen er mit den „Puncta synodalia“ seinem Klerus Richtlinien für Predigt, Katechese und Schule gab, den Westflügel seiner Residenz von dem Graubündner Baumeister Jakob Engel vollenden und das seit dem Schwedenbrand von 1634 verwüstete Heilig-Geist-Spital von Eichstätt wiedererrichten ließ. Nach dessen Einweihung musste er 1703 im Spanischen Erbfolgekrieg vor den Franzosen nach Herrieden im Oberen Stift und weiter in die Festung Forchheim flüchten. Bei der Rückkehr nach Eichstätt verstarb er in Herrieden und wurde am 22. Dezember 1704 in der nördlichen Seitenkapelle des Eichstätter Domes bestattet, wo sich auch sein Grabdenkmal befindet. Seine Eingeweide verblieben in Herrieden in der Stiftskirche, sein Herz wurde vor dem Hochaltar der Eichstätter Spitalkirche beigesetzt.
Als Erben hatte er in seinem 1699 verfassten Testament das Eichstätter Spital eingesetzt.
Der Freisinger Weihbischof Franz Ignaz Albert von Werdenstein (1697–1766) und der Fuldaer Fürstbischof Heinrich von Bibra (1711–1788) waren seine Großneffen.